# 鷹巣港
鷹巣港（たかすこう）は、福井県福井市の日本海に面する港湾（地方港湾、避難港）。別区域として同港に内隣する第二種漁港の鷹巣漁港（たかすぎょこう）についても、本項目で取り扱う。いずれも、管理者は福井県である。

## 鷹巣港
防波堤で仕切られた鷹巣地区と、自然岩礁のみで船揚場を護る松陰地区とに区分され、いずれも小型船舶の避難に用いられる。
2015年度の発着数は445隻（6,012総トン）である。

## 鷹巣漁港
鷹巣港鷹巣地区水面の内陸側に整備されており、福井市漁業協同組合の本部及び水揚場などが所在する。泊地6,340 ㎡。

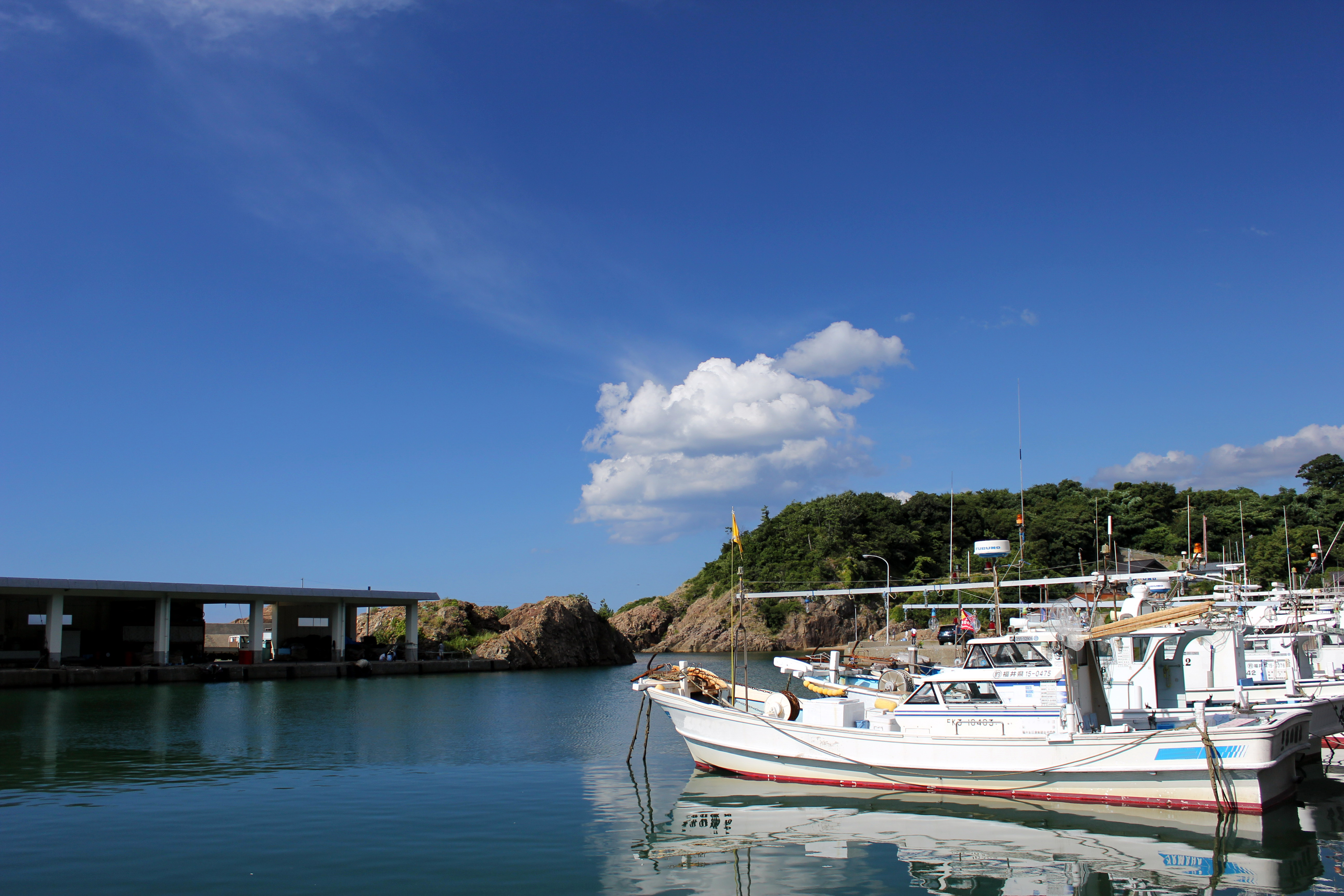
鷹巣漁港
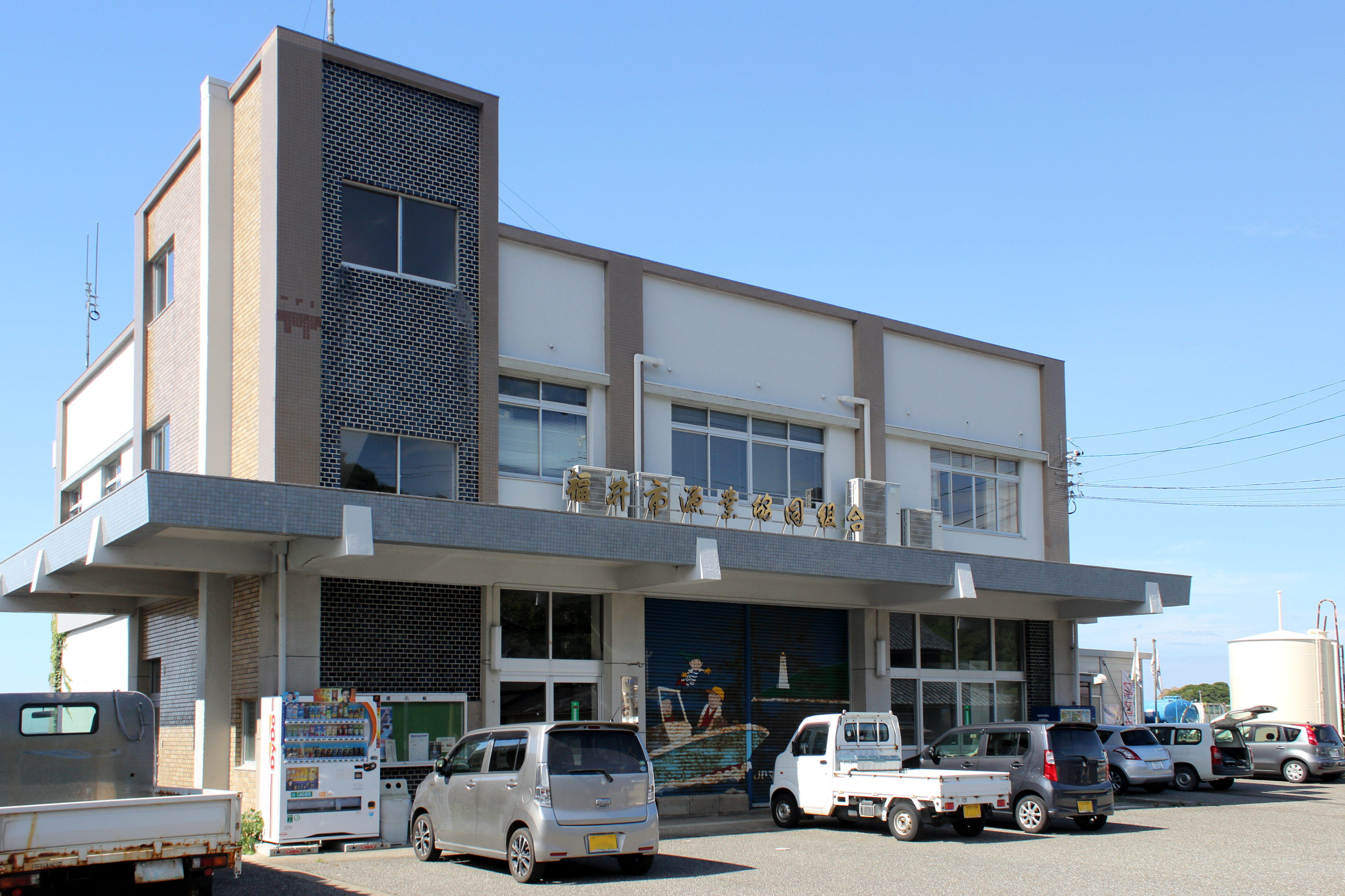
福井市漁業協同組合

## 陸上交通アクセス
- 北陸新幹線・ハピラインふくい線・えちぜん鉄道勝山永平寺線 福井駅から京福バス10・14・15・19系統（越前海岸ブルーライン線）にて約48分、「みの浦（国民宿舎）」下車。もしくはえちぜん鉄道三国芦原線 三国駅から京福バス98系統（海岸線）にて約27分、終点の「和布（めら）」下車。
- E8 北陸自動車道 福井北ICから国道416号、国道305号、福井県道227号鷹巣港線経由 約25km

## 近隣の港湾
- 福井港（福井県坂井市、福井市）
- 敦賀港（福井県敦賀市）

## 周辺情報
- 鷹巣港灯台